# BMCE Capital Asset Management
 (octobre 2024).
Si vous disposez d'ouvrages ou d'articles de référence ou si vous connaissez des sites web de qualité traitant du thème abordé ici, merci de compléter l'article en donnant les références utiles à sa vérifiabilité et en les liant à la section « Notes et références ».

Logo d'Axis Capital en 2009.

BMCE Capital Asset Management, anciennement Axis Capital, est une société tunisienne spécialisée dans les métiers du conseil financier aux entreprises, de la gestion d'actifs et de l'intermédiation en bourse, filiale à 55 % du groupe marocain Bank of Africa.
En juin 2017, Axis Capital modifie sa dénomination sociale pour devenir BMCE Capital Asset Management, dans le cadre d'une stratégie de renforcement de son identité en tant que filiale du groupe BMCE Capital, pôle banque d'affaires du groupe Bank of Africa. Ce changement vise à refléter plus fidèlement son appartenance au groupe marocain et à bénéficier de son réseau et de son expertise régionale,.